# Бои за Вознесенск (2022)
Бои за Вознесенск — военные действия за город Вознесенск в Николаевской области Украины в рамках вторжения России на Украину в 2022 году, часть российско-украинской войны.

## Стратегическая значимость
Вознесенск находится рядом с ключевым пунктом пересечения реки Южный Буг. Взятие его могло бы открыть путь для нападения на Одессу с севера, поскольку российская армия изо всех сил пыталась закрепиться на южных подступах к городу, не сумев взять Николаев на 55 миль южнее.

## Ход боёв

### 2—3 марта
2 марта 2022 года части 126-й гвардейской бригады береговой обороны, пытаясь найти переправу через реку Южный Буг, продвинулись из Николаева на северо-запад в сторону города Вознесенска. Наступающие части российской армии насчитывали около 400 человек и 43 единицы техники.
В ходе подготовки Евгений Величко, мэр города и один из украинских командиров, заявил, что местные бизнесмены помогли украинским силам создать многочисленные блокпосты и разрушить мост через реку Мертвовод в Вознесенске, а также раскопать береговую линию реки, чтобы российская техника не могла его преодолеть.
Российские войска начали бой, обстреляв город и повредив несколько зданий. Российские десантники были сброшены к юго-западу от города, а бронетанковая колонна наступала с юго-востока, остановившись в соседнем селе Раково. Российские снайперы устроили гнезда в нескольких домах в деревне, а российские силы устроили базу на местной заправке. Российский БТР обстрелял местную базу территориальных сил обороны, в результате чего погибли несколько украинских солдат.
Российские войска не смогли прорваться к Вознесенску. Украинская артиллерия начала обстрел российских позиций, не давая российской артиллерии поставить свои минометы. К ночи российские танки начали обстрел Вознесенска, но, встретив ответный огонь, отступили. Параллельно украинские силы продолжали обстрел российских позиций, уничтожив часть российской техники. Украинские солдаты продвигались пешком, атакуя российскую технику американскими ракетами Javelin, уничтожив не менее трех танков. Украинские силы также смогли сбить российский ударный вертолет Ми-24.
Российские войска полностью отступили 3 марта, бросив технику. При отступлении российская артиллерия обстреляла Раково, попав в клинику, также российские войска разграбили деревню, после чего отступили на 60 км на юго-восток. Всего ими было брошено 30 машин, в том числе несколько танков, из числа которых украинским силам удалось спасти 15. Местные официальные лица заявили, что около 100 российских солдат были убиты и 10 взяты в плен. Украинские силы также понесли потери, в основном среди территориальных сил обороны. В ходе боя погибли 12 мирных жителей.
Мэр города Вознесенска Евгений Величко сообщил, что военным ВСУ пришлось взорвать два моста: Железнодорожный через Южный Буг и транспортный на трассе из Николаева.

### 9-10 марта
9 марта российские войска предприняли очередную атаку на Вознесенск, но вновь потерпели неудачу; 9 марта украинские источники сообщали о боях в городе.

### 18 марта
К 18 марта украинские войска, контратакуя в этом районе, отбросили российские войска на 120 километров юго-восточнее города.